# Сенсом (Техас)
Сенсом (англ. Sansom Park) — місто (англ. city) в США, в окрузі Таррант штату Техас. Населення — 5454 особи (2020).

## Географія
Сенсом розташований за координатами 32°48′10″ пн. ш. 97°24′7″ зх. д. / 32.80278° пн. ш. 97.40194° зх. д. (32.802747, -97.402031).  За даними Бюро перепису населення США в 2010 році місто мало площу 3,21 км², уся площа — суходіл.

## Демографія
Згідно з переписом 2010 року, у місті мешкало 4686 осіб у 1428 домогосподарствах у складі 1088 родин. Густота населення становила 1458 осіб/км².  Було 1561 помешкання (486/км²).
Расовий склад населення:
| - 68,9 % — білих - 1,3 % — чорних або афроамериканців - 1,1 % — корінних американців - 0,7 % — азіатів - 25,1 % — осіб інших рас |

До двох чи більше рас належало 2,8 %. Частка іспаномовних становила 54,7 % від усіх жителів.
За віковим діапазоном населення розподілялося таким чином: 31,3 % — особи молодші 18 років, 57,7 % — особи у віці 18—64 років, 11,0 % — особи у віці 65 років та старші. Медіана віку мешканця становила 30,3 року. На 100 осіб жіночої статі у місті припадало 95,7 чоловіків;  на 100 жінок у віці від 18 років та старших — 92,3 чоловіків також старших 18 років.
Середній дохід на одне домашнє господарство  становив 47 067 доларів США (медіана — 38 109), а середній дохід на одну сім'ю — 50 390 доларів (медіана — 41 346). Медіана доходів становила 29 109 доларів для чоловіків та 26 680 доларів для жінок. За межею бідності перебувало 27,8 % осіб, у тому числі 32,7 % дітей у віці до 18 років та 19,4 % осіб у віці 65 років та старших.
Цивільне працевлаштоване населення становило 1906 осіб. Основні галузі зайнятості: будівництво — 19,2 %, виробництво — 18,6 %, освіта, охорона здоров'я та соціальна допомога — 15,9 %.